# Dent de sagesse

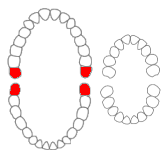
Positions des dents de sagesse (en rouge) chez un adulte (à gauche). À droite, une dentition d'enfant.

La dent de sagesse est le nom usuel donné chez l'être humain à la troisième molaire, la dernière située à l'arrière de l'arcade dentaire. Son éruption se produit généralement entre 16 et 25 ans, bien qu'elle puisse être inconstante et même ne jamais survenir. Un adulte en possède généralement quatre, mais certaines personnes peuvent en posséder moins, ou même plus.

## Étymologie
La première référence aux troisièmes molaires comme dents de sagesse est attribuée aux Grecs antiques. Hippocrate, médecin grec, écrit :
καὶ ἐν τῇ τετάρτῃ δὲ ἑβδομάδι ὀδόντες φύονται δύο τοῖσι πολλοῖσι τῶν ἀνθρώπων, οὗτοι καλέονται σωφρονιστῆρες.
Dans le quatrième septenaire (21-28 ans) naissent chez la plupart des Hommes deux dents, dites de sagesse.
Le philosophe stoïcien Cléanthe mentionne en outre que cette appellation est liée à leur période d'éruption, qui coïncide avec le moment où la pensée de l'Homme murit.
Le mot grec est σωφρονιστῆρες (pl. sōfronistires, sing. sōfronistir), signifiant « dent de sagesse ». σωφρονιστήρ (sōfronistir) est un dérivatif de σώφρων (sofron), qui signifie « sage » ou « prudent ». « sôphronizô » signifie « rendre sage »; ce sont donc littéralement « les conseillères » ou « celles qui rendent sage ».
Dans son Onomasticon, le philologue antique Julius Pollux présente cette dent comme σωφρονιστῆρες (pl. sōfronistires, sing. sōfronistir), soit « dent de sagesse », mais l'appelle également κραντῆρες (krantires), de κραντὴρ (krantir), « celle qui accomplit » ou « la dent qui complète l'ensemble », car avec son éruption la dentition est considérée comme complète.
L'Etymologicum magnum (XIe siècle) les nomme les kritêres, les « juges », du verbe krinô, « juger »,,.
André du Laurens (1558-1609) passe en revue les différents termes : 

« Hippocrate appelle les dents dernières des maschelières, dents de sagesse, parce qu'elle sortent à trente ans, et au quatrième septenaire, qui est le temps que l'homme commence d'estre sage, rassis et posé. Avicenne les nomme dents de sens et d'intelligence, et Aristote, dents de perfection : parce qu'elles parfont et accomplissent l'âge. Les Latins les appellent genuinos. »

## Structure vestigiale

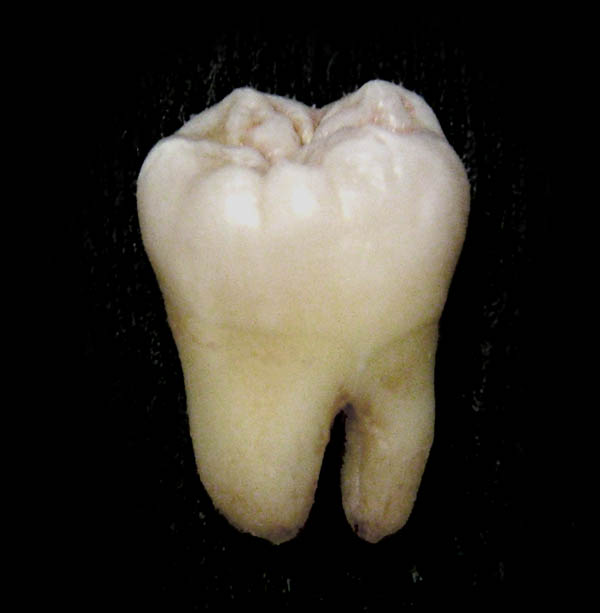
Dent de sagesse extraite.

Les dents de sagesse sont des vestiges des troisièmes molaires des hominidés qui se sont spécialisées pour mieux dilacérer la nourriture coriace (noix, tubercules, viande crue). Chez l'Homme moderne, la réduction de la taille des mandibules associée à une diminution du prognathisme avec le recul du massif facial en bas et en arrière, est liée à une alimentation plus molle (grâce notamment à la cuisson des aliments) et moins ligneuse, ainsi qu'à la disparition de l'emploi des dents en tant qu'outils. Leur éruption pose assez fréquemment problème du fait du manque d'espace entre la deuxième molaire et la branche montante de la mandibule.
« La tendance à leur disparition, à moins qu'elle ne soit due à la perte de sagesse de notre époque, est moins liée à  une agénésie qu'à une absence d'éruption, à cause d'un raccourcissement de la face. Du reste, le calendrier chronologique d'éruption des dents de sagesse varie selon les populations du monde ».

## Dénominations dans le monde
Dans les pays francophones, ainsi qu'en anglais et en allemand, la troisième molaire est nommée « dent de sagesse », sans doute parce qu'elle apparaît beaucoup plus tard que les autres dents. Elle porte différents noms suivant les pays : dans la plupart des pays de langue romane, on l'appelle « dent du jugement » (juicio en espagnol, giudizio en italien), en Turquie, on la nomme « dent de 20 ans », en Corée « dent de l'amour », en arabe « dent de la raison », au Japon 親不知 (おやしらず, Oyashirazu) « dent que les parents ne connaissent pas ».

## Problèmes liés à son éruption

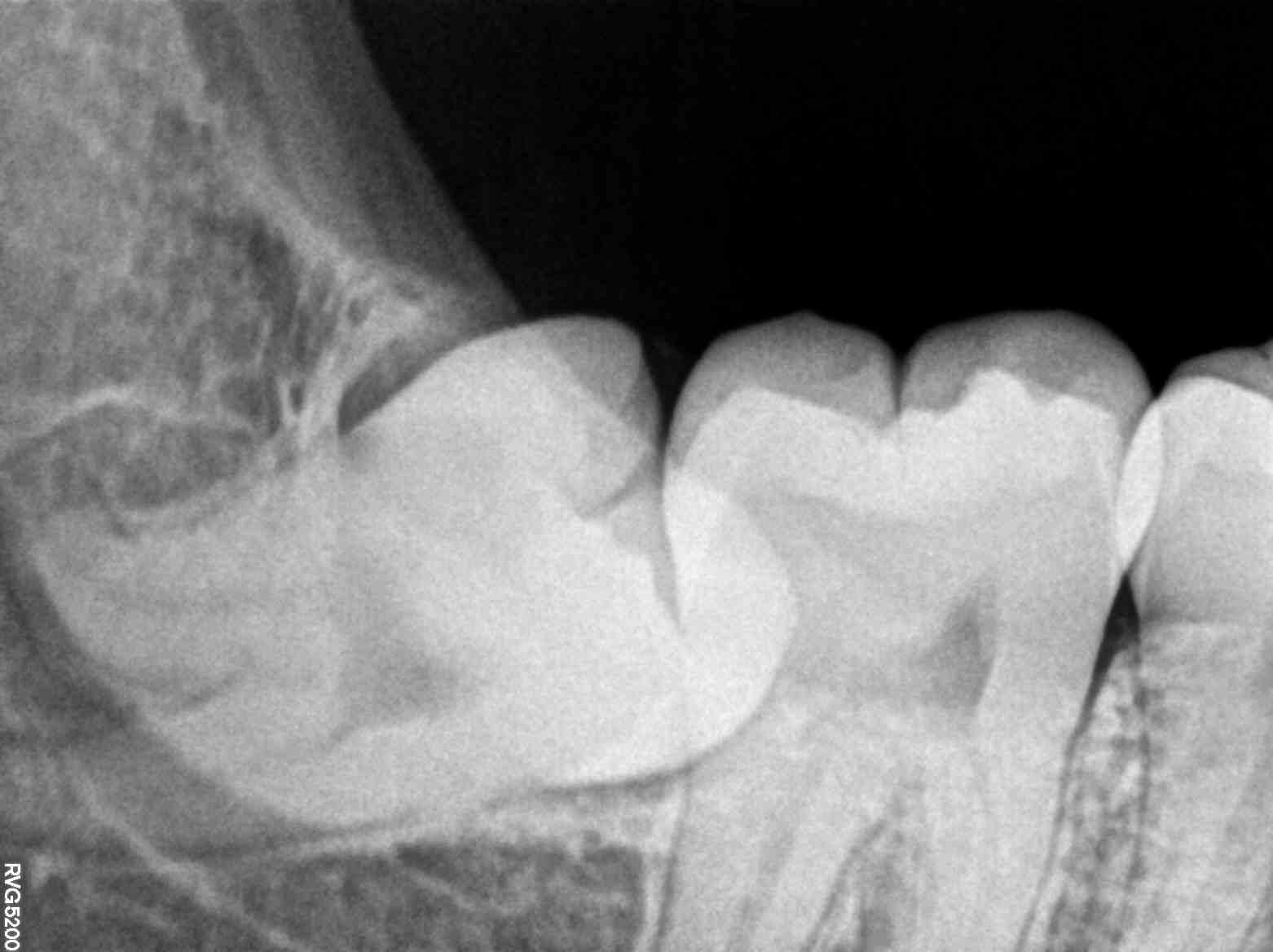
Radio d'une dent de sagesse mandibulaire enclavée, avec axe d'éruption oblique.

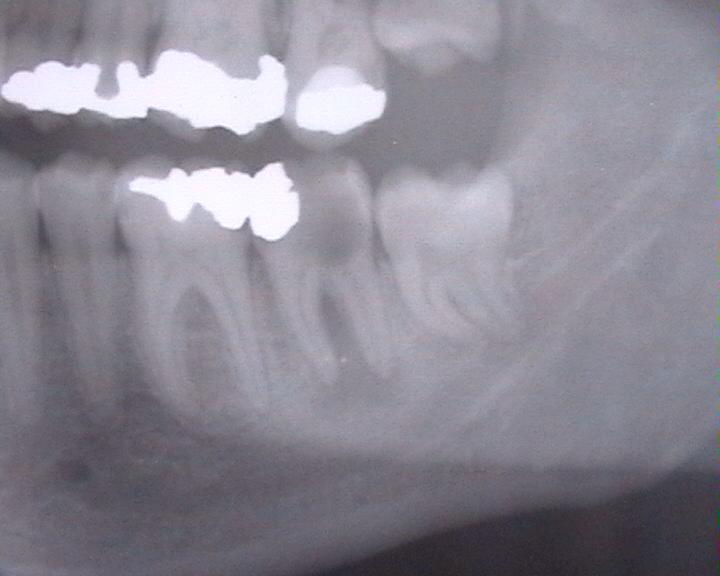
Dent de sagesse mandibulaire enclavée.

Souvent elle est formée, mais ne peut faire totalement son éruption en bouche. Cela est dû : 
- soit à un manque de place. La dent de sagesse se situe souvent au niveau de la branche montante de la mandibule, elle est donc partiellement ou totalement bloquée ;
- soit car son axe d'éruption n'est pas correct. Les dents de sagesse ont souvent des axes d'éruption fantaisistes, et des formes très variables.

Lorsque la dent bute sur le collet de la deuxième molaire, elle est bloquée dans son extériorisation. On dit qu'elle est « enclavée ».
La dent est dite « incluse » lorsqu'elle est entièrement recouverte par l'os et la gencive, au niveau de la face postérieure de la racine de la deuxième molaire.
Entre 15 et 25 % des dents de sagesse mandibulaires sont incluses ou enclavées.
Les complications liées aux difficultés d'éruption des dents de sagesse sont les péricoronarites, phlegmons et cellulites, kystes péricoronaires, caries de la deuxième molaire, voire résorption de la racine de cette dernière. Ces complications sont rares (20 % des dents enclavées). Ce sont surtout les dents de sagesse mandibulaires qui créent ces pathologies, et une partie de ces problèmes sont d'origine de l'opercule, ou du lambeau de gencive qui, s'il existe, recouvre partiellement une dent de sagesse, surtout mandibulaire, et en dessous de lui débris alimentaires et bactéries peuvent causer la péricoronarite et la carie. L'opercule peut être enlevé dans une opération chirurgicale mineure, une operculatomie, et cela devrait empêcher les problèmes avec nettoyage.
Les problèmes de dents enclavées sont dix fois plus fréquents de nos jours que chez l'homme préhistorique, sans doute parce que nos lointains ancêtres avaient une nourriture très solide, favorisant le développement des mâchoires, tandis que la nourriture actuelle est plus molle et plus sucrée,,.

## Avulsion

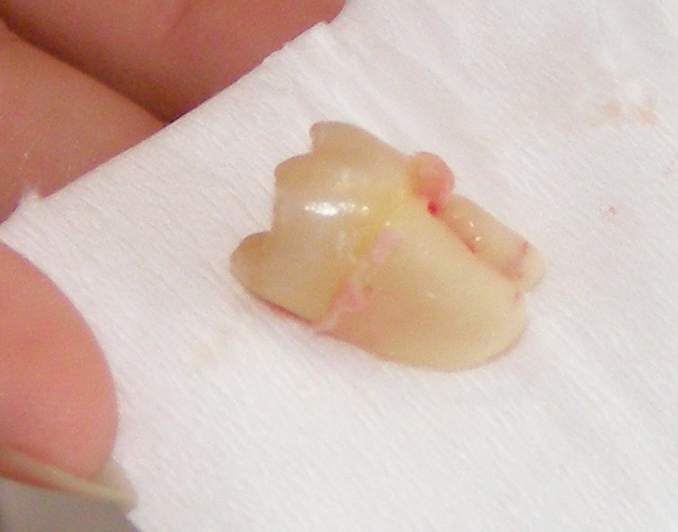
Dent de sagesse extraite.

L'extraction (ou avulsion) des dents de sagesse concerne surtout les dents enclavées quand elles sont sources de certaines pathologies comme de péricoronarites itératives (qui en plus n'ont pas réagi aux traitements plus conservateurs comme rincer la bouche avec de l'eau tiède salée ou décapuchonnage), d'une atteinte de la deuxième molaire, de la présence d'un kyste volumineux, etc. Dans ce cas, elle peut être effectuée par un chirurgien oral ou un stomatologue.
Elle peut être réalisée sous anesthésie locale, anesthésie neuroleptique, appelée aussi sédation intraveineuse, ou générale. Cela dépend de plusieurs facteurs : nombre de dents à enlever, degré de formation des dents, profondeur de l'inclusion, état général du patient, coopération du patient. L'opération étant relativement banale, l'anesthésie locale est généralement la solution retenue. La dent de sagesse correspondant à la dent numéro 8 de chaque hémi-arcade dentaire, l'intervention consistant en l'extraction des quatre dents de sagesse en une fois, souvent réalisée sous anesthésie générale[réf. nécessaire], est ainsi appelée une « quatre fois huit (4 × 8) » ou « 4DDS » dans le jargon.
Le patient doit limiter la consommation de tabac et de boissons alcoolisées le jour de l'extraction.
Les suites opératoires d'une extraction peuvent être marquées par des douleurs, un œdème localisé ainsi que par une limitation de l'ouverture buccale.
La douleur dépend du niveau de croissance des dents, de la formation des dents, de la santé du patient, de la présence d'infections et de l'âge.
Les complications liées à l'extraction sont : l'altération d'une branche d'un nerf sensitif (le trijumeau pouvant aller jusqu'à l'anesthésie complète dans le territoire correspondant : hémi-lèvre, hémi-mandibule ou hémi-langue), des saignements persistants, des infections comme l'alvéolite et la cellulite faciale, une fracture de l'angle de la mandibule, ou des troubles de l'articulation temporo-mandibulaire.
En 2000, au Royaume-Uni, le National Institute for Health and Care Excellence a publié des recommandations, adoptées ensuite par le National Health Service, conseillant de ne pas extraire les dents de sagesse enclavées sauf cas pathologiques,. L'extraction systématique à titre prophylactique de dents de sagesse a longtemps fait débat, mais est maintenant déconseillée,, sauf dans certains cas précis (molaires enclavées et semi-incluses chez les personnes à risque d’endocardite infectieuse, troisième molaire mandibulaire incluse recouverte de tissus mous en cas de prothèses, de préparation à une radiothérapie….) 
Un sondage fait dans l'année 2024, a trouvé que aux États-Unis seulment 26 % des personnes agées 18-29 se sont fait enlever leurs dents de sagesse, beaucoup plus bas que le 53 % de la population générale. La raison selon les chercheurs était les nouvelles lignes directrices et études scientifiques contre l'avulsion préventif des dents de sagesse de l'année 2000. 